# Wilhelm Plüschow

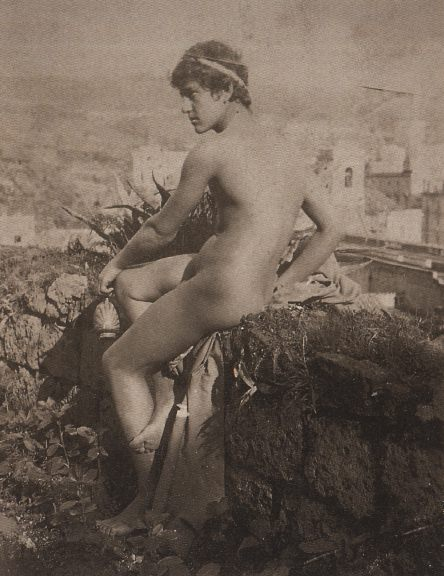
Fotografía de Vincenzo Galdi en Posillipo (Nápoles), realizada por Wilhelm von Plüschow, hacia 1890.

Wilhelm Plüschow, Wilhelm von Plüschow o en su nombre italianizado Guglielmo Plüschow (18 de agosto de 1852–3 de enero de 1930), fue un fotógrafo alemán que se emigró a Italia y alcanzó fama con sus fotografías de desnudos de jóvenes italianos, predominantemente varones, aunque también algunas mujeres jóvenes.

## Biografía
No se sabe mucho sobre los primeros años de su vida, con excepción de que nació en Wismar, en el norte de Alemania. Fue registrado con el nombre de Peter Weiermair Wilhelm Plüschow,  siendo el mayor de los siete hijos de Friedrich Carl Eduard Plüschow, un funcionario de alto rango, hijo ilegítimo del Gran Duke Friedrich Ludwig von Mecklenburg-Schwerin. Por parte de madre Plüschow era primo de Wilhelm von Gloeden, quien era ligeramente más joven que él. Su niñez y juventud parece haber estado exenta de problemas, dada la situación económica de su familia.

### Sus años en Italia
A comienzos de la década de 1872, cuando apenas tenía veinte años, sin que se conozcan las razones, se trasladó a Italia adelantándose a la llegada de Gloeden en varios años. Allí cambió su nombre por el equivalente italiano «Guglielmo». Inicialmente, con escasos recurso, se vio obligado a ganarse la vida como tratante de vino en Roma.  Aunque no se sabe exactamente cuándo, entre 1872 y  1890 se estableció como fotógrafo en Nápoles, donde su presencia está documentada en 1890 exactamente en "Via Mergellina, segunda rampa de Posillipo, 55” de esta ciudad, según demuestra los sello que colocaba en sus fotografías de aquella época.
Aunque tampoco sabemos exactamente cuándo, cambió luego su residencia a Roma, como testimonian sus fotos de 1898 en las que firma "Guglielmo Plüschow" y aparece la dirección de calle Cerdeña, 35. Nuevamente en 1903 se le localiza en otro estudio de la actual Via del Corso 133 (en aquella época, Corso Umberto). Por ese entonces se sabe que dos ayudantes le asisten: Pietro Magnotti y Enrico Simoncini.
Uno de los modelos más famosos de Plüschow fue Vincenzo Galdi, que abrió un estudio fotográfico también en Roma, muy cercano al de Plüschow.  Giovanni Dall'Orto   especula con la posibilidad de que Galdi hubiese sido anteriormente aprendiz en el estudio del alemán. La misma proximidad física de ambos estudios sugiere una posible relación entre los artistas. Algunas fuentes aseguran que Galdi fue, durante el tiempo en que colaboraba con él, su amante.

### Los escándalos y los procesos
En dos ocasiones (1902 y 1907) Plüschow viviría dos importantes escándalos, con procesos judiciales incluidos,  debido a su condición de homosexual y que terminarían por conllevar su salida de Italia.
En el de 1902, aún con el recuerdo reciente del escándalo de Friedrich Alfred Krupp, Plüschow fue acusado de proxenetismo habitual y corrupción de menores, por lo que fue arrestado, negándosele la libertad bajo fianza. Fue condenado a ocho meses de cárcel y una multa. Liberado de prisión, reanudó sus actividades como fotógrafo.
Un nuevo escándalo estalló en 1907, cuando Alfredo Marinelli presentó una denuncia contra él por haber fotografiado desnudo a su hijo de doce años. Plüschow negoció con el padre, consiguiendo que retirase la demanda, aunque aun así fue condenado el 4 de abril de 1908 a siete meses y diez días de cárcel y una multa de mil liras por proxenetismo, ya que se demostró que había puesto en contacto a algunos clientes con sus modelos.
Edward Stevenson, un americano que hacia el 1904 escribió un libro sobre la homosexualidad, publicándolo en Italia en el 1908 con el seudónimo "Xavier Mayne", nos ha revelado información sobre la primera denuncia:
[Como continuación del caso Krupp en 1902] un escándalo similar contra homosexuales se ha dado en Roma, en el que se ha visto implicado al bien conocido fotógrafo P., acusado de proxenetismo habitual y corrupción de menores, en un caso que implica a un gran número de personas de elevada clase social y de todas las nacionalidades, profesiones y condiciones.
El caso aún no ha sido llevado al tribunal muchos meses después de la detención de P. y del adjunto de su estudio: la detención se produjo casi de modo accidental, ya que ocurrió cuando un célebre cantante alemán fue descubierto en el piso del fotógrafo en circunstancias comprometedoras con un joven ciudadano romano.
El desdichado fotógrafo ha sido encarcelado durante todo el largo período entre la detención y el proceso: eso, se dijo, porque las autoridades italianas quisieron dar tiempo para huir de Roma, evitando así el proceso, a muchas personas importantes que podrían estar implicadas.
Además, le ha sido secuestrada una amplia y extremadamente comprometedora correspondencia entre P. y sus clientes en todo el mundo. El fotógrafo lleva mucho tiempo especializado en "estudios" de desnudo masculino, con los que ha generado un importante negocio, como hacen actualmente otros fotógrafos italianos, incluido un pariente cercano de P. que reside en Taormina.
El fotógrafo ha sido condenado a ocho meses de cárcel y a una importante multa. El escándalo ha sido silenciado dentro de lo posible por los periódicos locales. Según las últimas noticias P. ha retornado a su negocio en Roma.
Otro conocido fotógrafo romano de modelos desnudos G. [aldi], fue también detenido y castigado por "ultraje a la moral pública"  en el mismo período, a causa de "estudios" fotográficos excesivamente audaces que se podían encontrar a la venta en muchos sitios, incluida Roma.
El segundo escándalo estalló el 14 de mayo de 1907. Según cuenta Mayne, esta vez Plüschow fue detenido por:
...una denuncia interpuesta por el Sr. Alfredo Marinelli, habitante del callejón del Aldeano, 63, quien expuso que su propio hijo Ernani, de 12 años, había sido fotografiado por el Plüskow (sic), en su estudio del Corso Umberto, en una actitud no conforme a las leyes del pudor.
Aunque en los procesos que contra él se siguieron fue acusado de proxenetismo, no hay evidencias de que dicha afirmación sea cierta.
Plüschow apeló la sentencia, pero sin éxito, y cuando se hizo definitiva el doce de octubre de 1909, a pesar de haber abandonado las fotos de desnudos y limitarse al paisaje, se vio obligado a abandonar Italia para regresar definitivamente a Alemania. A partir de ese momento no se vuelve a saber nada más de él, hasta su muerte acaecida en Berlín en 1930.

## Su obra
Plüschow se inició, hacia 1880, en la producción -quizás en Nápoles- de imágenes de muchachos y muchachas desnudos, y en la década 1880-1890 estuvo entre los autores más célebres, sino el más célebre, de este tipo de imágenes en Europa.
En un principio colaboró con su primo von Gloeden, que vivía en Taormina, Sicilia, a menudo compartiendo modelos, accesorios y parafernalia, lo que en ocasiones ahora hace difícil la atribución al investigar los primeros años de sus carreras respectivas. Según se dice Plüschow había enseñado a fotografiar en el salón de su casa napolitana a Gloeden. Lo que sí parece cierto -así lo demuestran las fotos que nos han llegado- es que Plüschow a veces fotografió en la casa siciliana de su primo y este en la napolitana del otro.
El trabajo Plüschow ganó amplia atención gracias a sus apariciones regulares en revistas de fotografía y de arte, lo que le permitió alcanzar gran popularidad en ciertos círculos. El renombrado autor inglés, y homosexual, John Addington Symonds (1840-1893) escribió a varios amigos recomendándoles el trabajo de Plüschow. El 2 de enero de 1892 dice en una carta al escritor británico Charles Kains-Jackson (1860-1935): ... si se decide a escribirle a Plüschow, él estará encantado de proporcionarle una selección. El modelo que parece que le gusta más, es un muchacho romano llamado Luigi. Usted puede solicitarle estudios de Luigi, Filippo, Cazzitello, Edoardo. Estos son solo algunos de sus mejores modelos. El 8 de abril le escribió a otro autor gay, Charles Edward Sayle: Si a usted le interesan los estudios de desnudos muy artísticos, realizados en su mayoría al aire libre, debe entonces visitar a mi amigo G. Plüschow en Via Sardegna, 34. Él ha creado una colección inmensa, que estará encantado de mostrarle.
Plüschow trabajó, como ya se dijo, con otro fotógrafo, Vincenzo Galdi, produciendo un gran número de fotografías eróticas, que eran populares en Alemania, Inglaterra y Estados Unidos. Las imágenes que produjeron son consideradas como un punto de referencia para el inicio de la fotografía homosexual. En general sus fotografías son de mayor contenido erótico que las tomadas por el barón von Gloeden.
También trabajó bajo pedido, fotografiando desnudos de los jóvenes amantes italianos de una completa generación de turistas gay que pasaron por Italia, el más famoso sin duda es Nino Cesarini, el amante del barón francés Jacques d'Adelswärd-Fersen (1880-1923), el protagonista de El exiliado de Capri  de Roger Peyrefitte. Sobre este caso hay que hacer notar que, según Giovanni Dall’Orto,  el convencimiento generalizado de que Plüschow retrató desnudo a Nino Cesarini no tienen hasta la fecha ninguna evidencia objetiva, a pesar de la existencia de varias imágenes erróneamente identificadas con él, especialmente en el volumen “A la jeunesse 's amour. Villa Lysis en Capri: 1905-2005". Según este autor italiano, todas las evidencias apuntan a que, efectivamente, las imágenes de Nino tomadas por Plüschow han existido, pero o fueron destruidas por los herederos de Nino, o aún no han sido identificadas correctamente: "en las fotos generalmente consideradas como "retratos de Cesarini", cualquier observador atento puede distinguir por lo menos tres, y tal vez incluso cuatro, modelos diferentes", afirma.
A partir del 1890 llegan al mercado los desnudos masculinos de su primo Wilhelm von Gloeden, quien se abrió paso poco a poco, y con el tiempo su fama borró casi por completo la memoria de su primo, Plüschow, hasta el punto de que hasta hace poco –aunque aún sigue ocurriendo-, las obras de Plüschow a menudo fueron publicadas y comercializadas bajo el nombre de Gloeden.
Según Dell’Orto, en su obra citada: Tal confusión parece bastante extraña, puesto que las imágenes de Plüschow poseen una inmediatez deliberada, una crudeza, un realismo que Gloeden evita. Mientras los trabajos de Gloeden presentan un aspecto artístico-experimental más marcado y se inspiran en las tendencias artísticas de su época, la obra de Plüschow aparece claramente distinta, tanto en el estilo como en el contenido. Aunque los modelos de Gloeden fueran, en general, ligeramente más jóvenes, parecía preferir a los chicos musculosos o entrados en carne; los modelos de Plüschow tienden a ser más flacos. Además el barón creyó que los jóvenes latinos tenían que ser de piel oscura, y dado que muchos chicos sicilianos eran en realidad relativamente pálidos, él a menudo les pintó el cuerpo con un líquido oscuro antes de fotografiarlos. (...) Los modelos de Plüschow, al revés, tuvieron la palidez de los chicos proletarios y ciudadanos que pasaron gran parte del su tiempo en recintos cerrados propios de la gran ciudad que era Roma. El hecho que en sus fotos aparezcan chicos mostrando penes semierectos, demuestra que el efecto erótico fue buscado conscientemente por el fotógrafo.
Su asistente y posterior fotógrafo independiente Vincenzo Galdi fue incluso más lejos en este terreno, hasta llegar a la pornografía real, por lo que también fue juzgado y condenado en 1907, momento a partir del cual cesa en este tipo de actividades.

### Publicaciones en vida de Plüschow
- The Photogram,  IV 1897, nn. 41 e 42, e V 1898,n. 57, particularmente el ensayo de Robert Hobart Cust, «Photographic studies illustrated by Guglielmo Plüschow and Count von Gloeden», «The photogram», XLI-XLII, n. 4, 1897, pp. 129-133 y 157-161, especialmente p. 130.
- E. Neville-Rolfe, A Pompeiian gentleman's home-life, «Schribner's magazine», marzo de 1898, pp. 277-290 (con ilustraciones).
- Carl Heinrich Stratz, Die Schönheit des weiblichen Körpers, Stuttgart 1898.
- Franz Goerke (editor), Die Kunst der Photographie, Berlín 1901, p. 128.
- Carl Heinrich Stratz, Der Körper des Kindes und seine Pflege, 1901, 3a edición de F. Enke, Stuttgart 1909.
- Photographische Correspondenz, XLI 1902, n. 504, p. 490 e 494
- Carl Heinrich Stratz, Die Rassenschönheiten des Weibes, Stuttgart 1902.
- Karl Vanselow (editor), Die Schönheit, Dresde 1903-1915.
- Eduard Daelen & Gustav Fritsch et all. (editores), Die Schönheit des menschlichen Körpers, Düsseldorf 1905.
- Paul Hirth & Eduard Daelen (editores), «ie Schönheit der Frauen», Hermann Schmidt, Stuttgart 1905, pp. 93, 109, 125, 157, 181, 197, 213, 237, 253.
- Arthur Schulz (editor), Italienische Acte, Leipzig 1905.
- Albert Friedenthal, Das Weib im Leben der Völker, vol. 2, Berlín, 1911, pp. 563-569 (7 fotos).
- Bruno Schrader (editores), Römische campagna, Leipzig, 1911, pp. 1, 164, 201, 243.
- Carl Heinrich Stratz, Die Darstellung des menschlichen Körpers in der Kunst, Berlín, 1914.
- Friedrich Reiche, Streifzüge im Reiche der Frauenschönheit, Leipzig, 1924, pp. 180, 253.

### Publicaciones recientes conteniendo imágenes de Wilhelm von Plüschow
- Jean-Claude Lemagny (editor), Taormina. Debut de siècle, Editions du Chêne, Paris 1977. (Atribuidas a Wilhelm von Gloeden, las imágenes son en realidad de Plüschow, según Giovanni Dall'Orto).
- Herman Puig (editor), Von Gloeden et le XIXe siècle, Puig, Paris 1977. (La primerta publicación que prestó atención a la correcta atribución de las fotos, según Dall’Orto).
- VV.AA, Fotografia pittorica 1889/1911, Electa, Milano & Alinari, Firenze 1979, pp. 65-70.
- Gaetano Colonnese, Maria Colonnese, Corrado Ruggiero, Le bambine di Plüschow, Colonnese, Napoli 1982.
- Jacques d'Adelswaerd Fersen, Amori et dolori sacrum, La Conchiglia, Capri 1990.
- Wilhelm von Gloeden, Taormina, Twelvetrees press, Pasadena (CA) 1990. (Según Dall’Orto, al menos la mitad de las fotos son de Plüschow y de Galdi, aunque todas se atribuyen a Gloeden. Según este autor, este sería el último libro publicado sin prestar atención a la correcta atribución de la autoría de las fotos).
- Volker Janssen (editor), Wilhelm von Gloeden, Wilhelm von Plüschow, Vincenzo Galdi: Italienische Jünglings-Photographien um 1900, Janssen Verlag, Berlín 1991.
- Peter Weiermeier, Guglielmo Plüschow, Taschen verlag, Köln 1994 (con detalle biográfico y amplia bibliografía, aunque en francés e inglés).
- Et in Arcadia ego. Fotografien von Wilhelm von Gloeden, Guglielmo Plüschow und Vincenzo Galdi, Edition Oehrli, Zúrich 2000.
- Nicole Canet (editor), Poésies arcadiennes. Von Gloeden, Vincenzo Galdi, Von Plüschow. Photographies fin XIXe, Galerie au bonheur du jour, Paris 2003.
- À la jeunesse d'amour. Villa Lysis a Capri: 1905-2005, La conchiglia, Capri 2005 (con ilustraciones).
- Bernhard Albers (ed.), Galdi / Gloeden /  Plüschow. Aktaufnahmen aus der Sammlung Uwe Scheid, Rimbaud Presse, Aquisgrán, 1993
- Volker Janssen (ed.), Wilhelm von Gloeden, Wilhelm von Plüschow, Vincenzo Galdi: Italienische Jünglings-Photographien um 1900, Janssen Verlag, Berlín, 1991
- Marina Miraglia, Guglielmo Plüschow alla ricerca del bello ideale, en: «AFT (Archivio Fotográfico Toscano)», IV 7, julio de 1988, pp. 62-67
- Ulrich Pohlmann, Wer war Guglielmo Plüschow?, «Fotogeschichte», n. 29, VIII 1988, pp. 33-38.
- Uwe Scheid, 'Il vero nudo: Aktstudien von Guglielmo Plüscho, «Fotogeschichte» n. 29, VIII 1988, pp. 9-21.
- Peter Weiermair, Guglielmo Plüschow, Taschen verlag, Colonia, 1994 ISBN 3-8228-9042-1
- Winckelmann (pseud.), A rediscovered boy-photographer. Guglielmo Plüschow (1852-1930), «Gayme» n. III 1, 1996, pp. 22-30.